# Algoritmo de Trémaux
El algoritmo de Tremaux es un algoritmo inventado por el ingeniero francés Charles Trémaux, para hallar la salida de un laberinto. 
Lo primero que hay que hacer es marcar el camino que se va siguiendo, y seguir estos pasos:
1. No siga el mismo camino dos veces.
2. Si llega a un cruce nuevo, no importa qué camino siga.
3. Si un camino nuevo lo lleva a un cruce viejo, o a un callejón sin salida, retroceda hasta la entrada del camino.
4. Si un camino viejo lo lleva a un cruce viejo, tome un camino nuevo, y si no lo hay, tome cualquiera.

Si se siguen estos pasos, aunque es posible que lleve horas, este sistema le llevará hasta la salida del laberinto, y si no la hay, de nuevo hasta la entrada.